# 1174 Marmara
1174 Marmara eller 1930 UC är en asteroid i huvudbältet, som upptäcktes 17 oktober 1930 av den tyske astronomen Karl Wilhelm Reinmuth i Heidelberg. Den har fått sitt namn efter Marmarasjön i Turkiet..
Asteroiden har en diameter på ungefär 18 kilometer och den tillhör asteroidgruppen Eos.